# Antonín Rýgr
Antonín Rýgr (Kladno, 15 agosto 1921 – 28 marzo 1998) è stato un allenatore di calcio e calciatore cecoslovacco, di ruolo attaccante.
Vanta 148 reti in 175 partite di I. liga.
Tra la ventunesima e la trentesima giornata del campionato 1977-1978, allena lo Sparta Praga.

## Carriera

### Nazionale
Il 23 maggio 1948 debutta in Nazionale contro l'Ungheria (2-1).

## Statistiche d'allenatore
In grassetto le competizioni vinte.
| Stagione            | Squadra             | Campionato          | Campionato | Campionato | Campionato | Campionato | Coppe nazionali | Coppe nazionali | Coppe nazionali | Coppe nazionali | Coppe nazionali | Coppe continentali | Coppe continentali | Coppe continentali | Coppe continentali | Coppe continentali | Altre coppe | Altre coppe | Altre coppe | Altre coppe | Altre coppe | Totale | Totale | Totale | Totale | Vittorie % | Piazzamento        |
| Stagione            | Squadra             | Comp                | G          | V          | N          | P          | Comp            | G               | V               | N               | P               | Comp               | G                  | V                  | N                  | P                  | Comp        | G           | V           | N           | P           | G      | V      | N      | P      | %          | Piazzamento        |
| ------------------- | ------------------- | ------------------- | ---------- | ---------- | ---------- | ---------- | --------------- | --------------- | --------------- | --------------- | --------------- | ------------------ | ------------------ | ------------------ | ------------------ | ------------------ | ----------- | ----------- | ----------- | ----------- | ----------- | ------ | ------ | ------ | ------ | ---------- | ------------------ |
| 1956                | Dynamo Praga        | IL                  | 22         | 6          | 5          | 11         | -               | -               | -               | -               | -               | -                  | -                  | -                  | -                  | -                  | -           | -           | -           | -           | -           | 22     | 6      | 5      | 11     | 27,27      | 10º                |
| 1957-1958           | Dynamo Praga        | IL                  | 33         | 14         | 8          | 11         | -               | -               | -               | -               | -               | -                  | -                  | -                  | -                  | -                  | -           | -           | -           | -           | -           | 33     | 14     | 8      | 11     | 42,42      | 5º                 |
| 1960-1961           | Dynamo Praga        | IL                  | 26         | 5          | 4          | 17         | -               | -               | -               | -               | -               | -                  | -                  | -                  | -                  | -                  | -           | -           | -           | -           | -           | 26     | 9      | 6      | 11     | 34,62      | 14º, Retrocessione |
| 1961-1962           | Dynamo Praga        | 2L                  | 22         | 16         | 4          | 2          | -               | -               | -               | -               | -               | -                  | -                  | -                  | -                  | -                  | -           | -           | -           | -           | -           | 22     | 16     | 4      | 2      | 72,73      | 1º, Promozione     |
| 1962-1963           | Dynamo Praga        | IL                  | 26         | 6          | 6          | 14         | CS              | 2+              | 0+              | 1+              | 1               | -                  | -                  | -                  | -                  | -                  | -           | -           | -           | -           | -           | 28     | 6      | 7      | 15     | 21,43      | 14º, Retrocessione |
| 1966-1967           | Sklo Union Teplice  | IL                  | 26         | 9          | 4          | 13         | -               | -               | -               | -               | -               | -                  | -                  | -                  | -                  | -                  | -           | -           | -           | -           | -           | 26     | 9      | 4      | 13     | 34,62      | 9º                 |
| 1967-1968           | Sklo Union Teplice  | IL                  | 26         | 10         | 5          | 11         | -               | -               | -               | -               | -               | -                  | -                  | -                  | -                  | -                  | -           | -           | -           | -           | -           | 26     | 10     | 5      | 11     | 38,46      | 9º                 |
| 1968-1969           | Sklo Union Teplice  | IL                  | 26         | 9          | 4          | 13         | -               | -               | -               | -               | -               | -                  | -                  | -                  | -                  | -                  | -           | -           | -           | -           | -           | 26     | 9      | 4      | 13     | 34,62      | 12º                |
| 1969-1970           | Sklo Union Teplice  | IL                  | 30         | 11         | 11         | 8          | -               | -               | -               | -               | -               | -                  | -                  | -                  | -                  | -                  | -           | -           | -           | -           | -           | 30     | 11     | 11     | 8      | 36,67      | 5º                 |
| 1970-1971           | Slavia Praga        | IL                  | 30         | 11         | 7          | 12         | -               | -               | -               | -               | -               | Mit.               | 2                  | 0                  | 1                  | 1                  | -           | -           | -           | -           | -           | 32     | 11     | 8      | 13     | 34,38      | 12º                |
| 1971-1972           | Slavia Praga        | IL                  | 30         | 13         | 2          | 15         | -               | -               | -               | -               | -               | -                  | -                  | -                  | -                  | -                  | -           | -           | -           | -           | -           | 30     | 13     | 2      | 15     | 43,33      | 7º                 |
| Totale Slavia Praga | Totale Slavia Praga | Totale Slavia Praga | 189        | 71         | 36         | 82         |                 | 2+              | 0+              | 1+              | 1+              |                    | 2                  | 0                  | 1                  | 1                  |             | -           | -           | -           | -           | 193    | 71     | 38     | 84     | 36,79      |                    |
| 1973-1974           | Sklo Union Teplice  | IL                  | 30         | 11         | 7          | 12         | -               | -               | -               | -               | -               | -                  | -                  | -                  | -                  | -                  | -           | -           | -           | -           | -           | 30     | 11     | 7      | 12     | 36,67      | 6º                 |
| 1974-1975           | Sklo Union Teplice  | IL                  | 30         | 9          | 12         | 9          | -               | -               | -               | -               | -               | -                  | -                  | -                  | -                  | -                  | -           | -           | -           | -           | -           | 30     | 9      | 12     | 9      | 30,00      | 7º                 |
| 1975-1976           | Sklo Union Teplice  | IL                  | 30         | 12         | 8          | 10         | -               | -               | -               | -               | -               | -                  | -                  | -                  | -                  | -                  | -           | -           | -           | -           | -           | 26     | 9      | 4      | 13     | 34,62      | 5º                 |
| 1976-1977           | Sklo Union Teplice  | IL                  | 30         | 11         | 6          | 13         | CS              | 3               | 2+              | 0+              | 1               | -                  | -                  | -                  | -                  | -                  | -           | -           | -           | -           | -           | 33     | 13     | 11     | 9      | 39,39      | 12º                |
| Totale Teplice      | Totale Teplice      | Totale Teplice      | 228        | 92         | 57         | 79         |                 | 3+              | 2+              | 0+              | 1+              |                    | -                  | -                  | -                  | -                  |             | -           | -           | -           | -           | 231    | 94     | 57     | 80     | 40,69      |                    |
| Totale carriera     | Totale carriera     | Totale carriera     | 417        | 163        | 93         | 161        |                 | 5+              | 2+              | 1+              | 2+              |                    | 2                  | 0                  | 1                  | 1                  |             | -           | -           | -           | -           | 424    | 165    | 96     | 164    | 38,92      |                    |

## Palmarès

### Giocatore
- Campionato cecoslovacco: 2

Sparta ČKD Sokolovo: 1952
Spartak Praga Sokolovo: 1954

### Allenatore

#### Competizioni nazionali
- Druhá liga: 1

Slavia Praga: 1961-1962

#### Competizioni internazionali
- Coppa Piano Karl Rappan: 1

Skio Union Teplice: 1976